# دوشكو ماركوفيتش
دوشكو ماركوفيتش (الصربية السيريلية: Душко Марковић؛ من مواليد 6 يوليو 1958) هو سياسي من الجبل الأسود شغل منصب رئيس الوزراء من 2016 إلى 2020.